# Zyanya Parra
Zyanya Yunuen Parra Martín (25 dicembre 2009) è una tuffatrice messicana.

## Biografia
Nel 2025 vinto un argento ai campionati mondiali di Singapore nella gara a squadre.

## Palmarès
- Mondiali

Singapore 2025: argento nella squadra mista.